# Globba hasseltii
Globba hasseltii är en enhjärtbladig växtart som beskrevs av Jacob Gijsbert Boerlage. Globba hasseltii ingår i släktet Globba och familjen Zingiberaceae. Inga underarter finns listade i Catalogue of Life.